# Rajd Fiata 2007
Rajd Fiata 2007 (36. Fiat Rally 2007) – 36 edycja rajdu samochodowego Rajd Bosforu rozgrywanego we Turcji. Rozgrywany był od 11 do 13 maja 2007 roku. Była to druga runda Rajdowych Mistrzostw Europy w roku 2007 oraz druga runda Intercontinental Rally Challenge w roku 2007 i druga runda Rajdowych Mistrzostw Turcji. Składał się z 19 odcinków specjalnych.

## Klasyfikacja rajdu
| Miejsce | Miejsce | Miejsce | Kierowca             | Pilot              | Samochód                       | Czas      | Strata  |
| Gen.    | ERC     | TUR     | Kierowca             | Pilot              | Samochód                       | Czas      | Strata  |
| ------- | ------- | ------- | -------------------- | ------------------ | ------------------------------ | --------- | ------- |
| 1.      | 1.      |         | Nicolas Vouilloz     | Nicolas Klinger    | Peugeot 207 S2000              | 2:31.28,7 | 0.0     |
| 2.      | 2.      |         | Andrea Navarra       | Guido D’Amore      | Fiat Abarth Grande Punto S2000 | 2:31.52,9 | +24,2   |
| 3.      | 3.      |         | Enrique García Ojeda | Jordi Barrabès     | Peugeot 207 S2000              | 2:32.41,7 | +1.13,0 |
| 4.      |         |         | Anton Alén           | Timo Alanne        | Fiat Abarth Grande Punto S2000 | 2:33.20,7 | +1.52,0 |
| 5.      | 4.      |         | Renato Travaglia     | Lorenzo Granai     | Mitsubishi Lancer Evo IX       | 2:33.31,0 | +2.02,3 |
| 6.      | 5.      | 1.      | Volkan Işık          | Kaan Özşenler      | Fiat Abarth Grande Punto S2000 | 2:33.58,4 | +2.29,7 |
| 7.      | 6.      |         | Tomasz Czopik        | Glib Zagori        | Mitsubishi Lancer Evo IX       | 2:35.19,9 | +3.51,2 |
| 8.      | 7.      |         | Simon Jean-Joseph    | Jack Boyère        | Citroën C2 S1600               | 2:37.24,8 | +5.56,1 |
| 9.      | 8.      | 2.      | Ercan Kazaz          | Cem Bakançocukları | Subaru Impreza WRX STI         | 2:38.20,7 | +6.52,0 |
| 10.     | 9.      |         | Krum Donchev         | Stoyko Valchev     | Subaru Impreza WRX STI         | 2:40.29,5 | +9.00,8 |